# Dia da Fundação Nacional do Japão

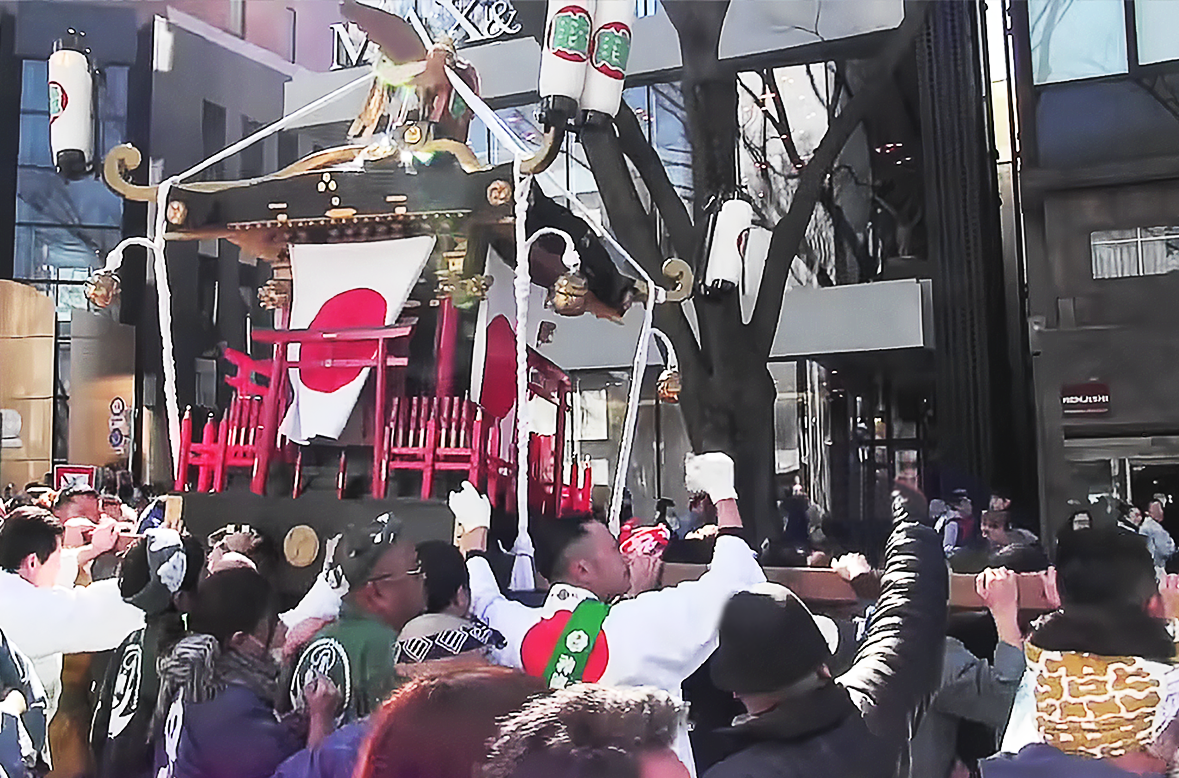
Dia da Fundação Nacional em uma rua de Tóquio

Dia da Fundação Nacional do Japão (ou 建国記念日, kenkoku kinen-bi; também 建国記念の日, kenkoku kinen-no-hi) é um feriado nacional no Japão celebrado anualmente no dia 11 de Fevereiro. Nesse dia, os japoneses celebram a fundação de sua nação e a ascensão do seu primeiro imperador, o Imperador Jimmu, em Kashihara gū em 11 de fevereiro de 660 a.C. 

## História
O Dia da Fundação Nacional do Japão não se tornou um feriado oficial até Janeiro de 1873, quando se adotou o Calendário Gregoriano e deixou de se utilizar o Calendário lunar.